# VIVA Comet 2002
Der 8. VIVA Comet wurde am 16. August 2002 in Köln vergeben. Die Show wurde von Michael Mittermeier und den VIVA-Moderatorinnen Milka Loff Fernandes, Janin Reinhardt und Mirjam Weichselbraun moderiert.

## Newcomer national
- Ben
- Bro’Sis
- KC Da Rookee
- Samajona
- Wonderwall

## Newcomer international
- Alicia Keys
- B3
- Natural
- Pink
- Shakira

## VIVA Plus Zuschauercomet
- Alanis Morissette
- Busta Rhymes
- Die Toten Hosen
- Nickelback
- Pink

## VIVA Zuschauercomet
- Britney Spears
- Bro’Sis
- No Angels
- O-Town
- Westlife

## Beste Website
- Curse
- HIM
- Mary J. Blige
- Robbie Williams
- Wyclef Jean

## Live Act
- Die Toten Hosen
- Jeanette
- Red Hot Chili Peppers
- Sarah Connor
- Sasha

## Dance Act
- Blank & Jones
- Brooklyn Bounce
- DJ Sammy
- DJs@Work
- Mad’House

## R'n'B / Hip-Hop national
- Blumentopf
- Fettes Brot
- Joy Denalane
- Kool Savas
- Laith Al-Deen

## R'n'B / Hip-Hop international
- Ashanti
- Eminem
- Master P
- Nelly
- Usher

## Rock Act
- Linkin Park
- Nickelback
- P.O.D.
- Puddle of Mudd
- Red Hot Chili Peppers

## Act international
- Alanis Morissette
- Anastacia
- Kylie Minogue
- O-Town
- Robbie Williams

## Act national
- Die Toten Hosen
- No Angels
- Sarah Connor
- Scooter
- Xavier Naidoo

## Video international
- Destiny’s Child – Nasty Girl
- Enrique Iglesias – Hero
- Jennifer Lopez – I’m Real
- Kylie Minogue – Can’t Get You Out of My Head
- No Doubt – Hey Baby

## Video national
- Die Toten Hosen – Kein Alkohol ist auch keine Lösung
- Farin Urlaub – Phänomenal egal
- Fettes Brot – Schwule Mädchen
- Sportfreunde Stiller – Ein Kompliment
- Xavier Naidoo – Wo willst du hin?